# Excursionista (Turismo)

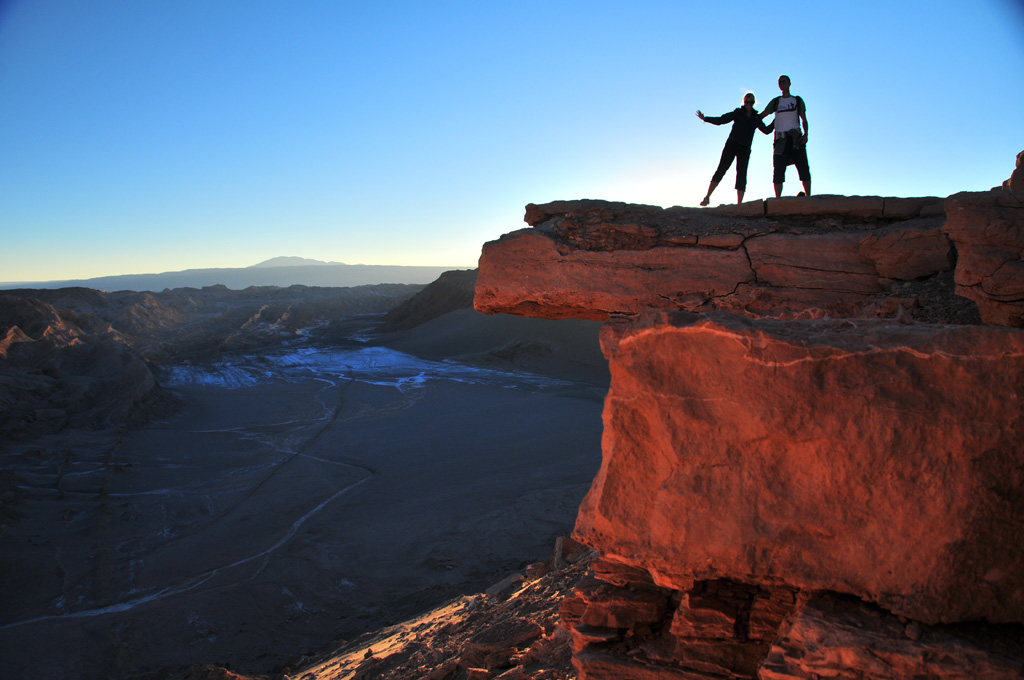
Excursionistas en el Valle de La Luna en San Pedro de Atacama

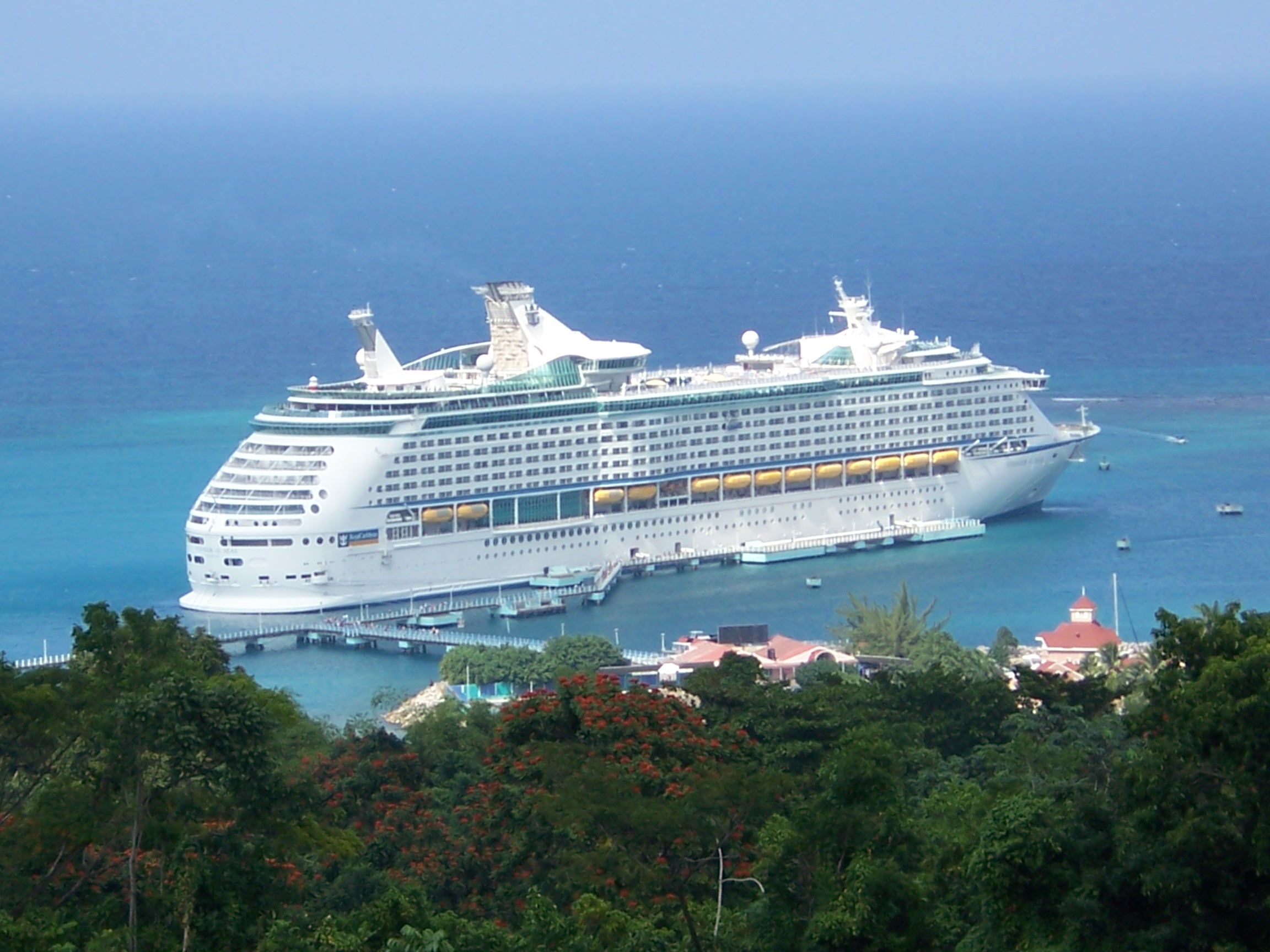
Los pasajeros de Cruceros que pernoctan a bordo son considerados excurionistas

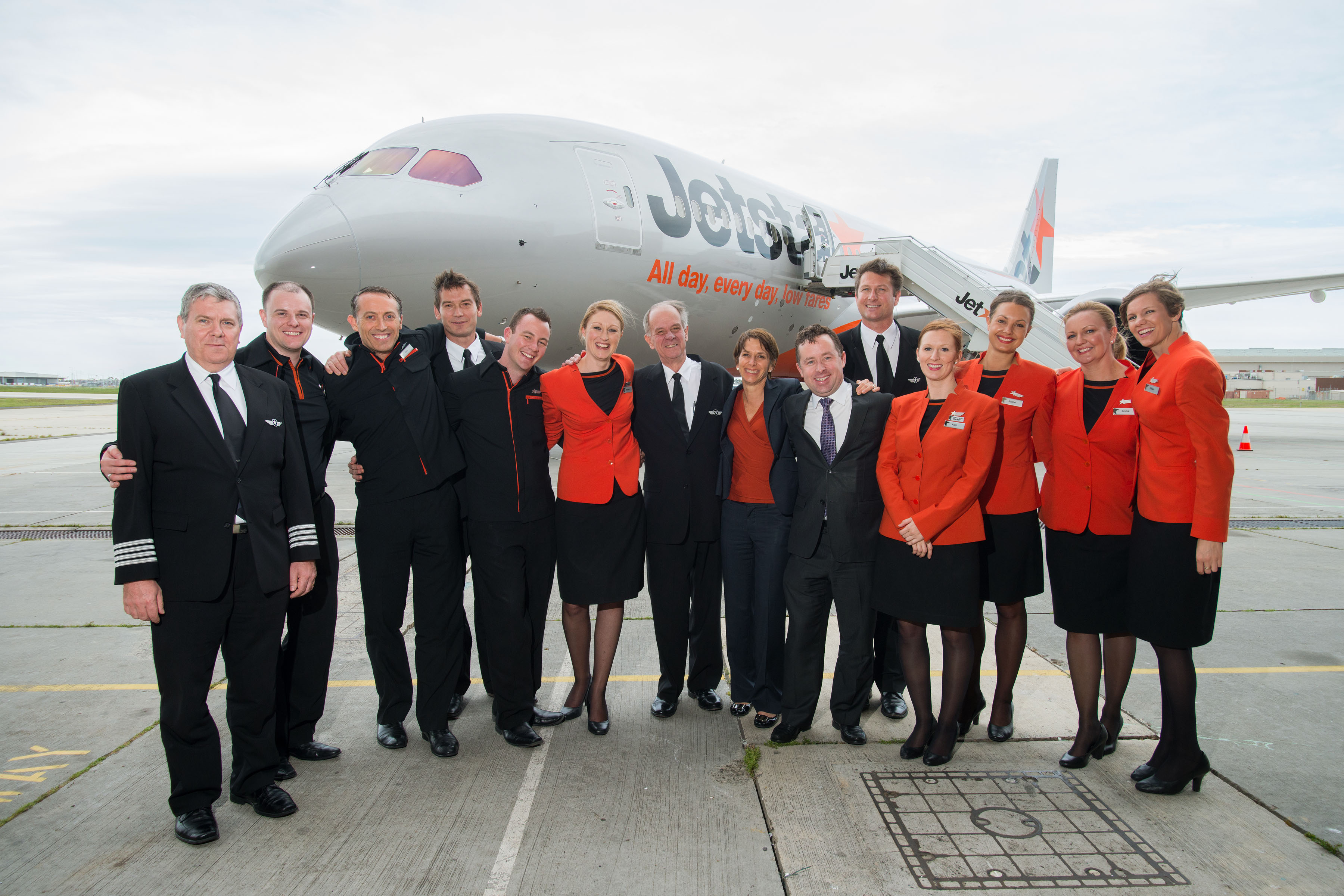
Las tripulaciones son muchas veces considerados como excursionistas en tránsito

Excursionista o también llamado visitante del día o visitante por el día es un término utilizado por las autoridades nacionales e internacionales de turismo para el desarrollo de datos estadísticos y se refiere a todo aquel visitante que no pernocta en un medio o servicio de alojamiento colectivo o privado en el lugar o país que es visitado.
El concepto de excursionista para efectos estadísticos de turismo no incluye a aquellos residentes que se desplazan al interior del país con la finalidad de fijar allí una nueva residencia (mudanza), o realizar una actividad remunerada (trabajadores o empleadores), o para trabajar en forma temporal en instituciones (funcionarios públicos, policías, etc.), o personas que se desplazan con regularidad o en forma rutinaria entre localidades vecinas por razones de trabajo o estudio, personas nómades sin residencia fija y tampoco se considera a las fuerzas armadas durante el ejercicio de maniobras.
De acuerdo a la Organización Mundial del Turismo, indica:

Un visitante se clasifica como turista, si su viaje incluye una pernoctación, o como visitante del día (o excursionista) en caso contrario.
Organización Mundial del Turismo

Las excursiones se clasifican en tres tipos a saber:
- Aquellas que comienzan y terminan en el lugar de residencia habitual
- Aquellas que comienzan y terminan en el lugar donde aloja o la segunda residencia del visitante
- Que forman parte o etapa de un viaje (excursionistas en tránsito)

Los excursionistas se dividen en dos categorías principales, a saber:
- excursionista interno o visitante interno del día, se refiere a los residentes de un mismo país que realizan excursiones por motivos de ocio o turismo a una localidad, atracción o servicios fuera de su lugar habitual de residencia y que no pernocta en algún alojamiento colectivo o privado del lugar visitado.

- excursionista internacional o visitante internacional del día, se refiere a todo visitante internacional que no pernocta en ningún alojamiento colectivo o privado del lugar visitado. En esta concepto se incluyen a las tripulaciones de naves ya sen aéreas o marítimas y también se incluye a las tripulaciones de buques de guerra que bajan a tierra como visita de cortesía sin pernoctar. En esta categoría también se incluyen los pasajeros de cruceros que regresan a bordo del barco todas las noches para pernoctar.

- Excursionista en tránsito

Existe una denominación especial de excursionista en tránsito o visitante del día en tránsito e incluye tanto a excursionistas internos como excursionistas internacionales, y se refiere en forma especial a aquellos visitantes que se encuentran en una ciudad o país durante el transcurso de un viaje, principalmente, por razones de cambio del servicio de transporte que utilizan. Ya se en:
- la etapa de un viaje por vía aérea que no contemple pernoctación
- la etapa de un viaje por vía terrestre que no contemple pernoctación
- la etapa de un viaje por vía marítima donde los pasajeros pueden pernoctan a bordo del crucero o barco

## ¿cómo conocer el número de excursionistas?
Para conocer el número de excursionistas que visitan un punto de interés turístico en un municipio o territorio pueden utilizarse herramientas como Seeketing.
No existen otras fuentes fiables y precisas que sirvan para conocer este número, ya que no basta con tener una muestra y extrapolarla, porque el dato no sería preciso debido a la variabilidad intrínseca al fenómeno del excursionismo. Por ejemplo no sirve saber cuántos excursionistas van a las oficinas de turismo (muchos excursionistas prefieren buscar información en medios digitales directamente en su teléfono inteligente). Los datos reales de los abonados de una operadora de telefonía tampoco son fiables, ya que solo tienen datos de sus abonados (por ejemplo un 15% del total de personas).
Para conocer fiablemente el número y cómo se mueven por diversos puntos de interés estas personas se utiliza hoy en día se requiere instalar nodos Seeketing. Estos son equipos detectores de móviles (que pueden utilizarse en cualquier entorno legalmente) que se utilizan para conocer cuántos del total de personas detectadas anónimamente son excursionistas, cuántos ciudadanos y cuantos turistas. Por ejemplo se usan en pequeños y grandes municipios, eventos masivos  (desde los San Fermines de Pamplona a mercadillos) o en el Camino de Santiago
En realidad estas soluciones sirven para evaluar con detalle los flujos de turistas y excursionistas de cualquier plan de sostenibilidad turísica.

## Países con fuerte presencia de excursionistas

### Ciudad del Vaticano
La Ciudad del Vaticano es una ciudad con rango de estado independiente, posee una superficie de 44 hectáreas y 900 habitantes. Esta ciudad no cuenta con hoteles, sin embargo, recibe cada año más de 5 millones de visitantes. El año 2014 esta cifra ascendió a los 7 millones de visitantes. La mayor parte de los visitantes de la Ciudad del Vaticano pernocta en Roma.

### AndorraAndorra
Andorra basa gran parte de su economía en la actividad turística. Durante el año 2014, casi 8 millones de personas visitaron Andorra, sin embargo, solo el 30,3% fueron turistas que pernoctaron en Andorra y un 69,7% correspondió a excursionistas que no pernoctaron en el país.

### ChileChile
En Chile las llegadas de visitantes alcanzaron el año 2013 a 3.576.204 visitantes, de los cuales 880.948 (24,6%) correspondieron a excursionistas que no pernoctaron en Chile y que generaron $35,1 millones de dólares.

## Controversia en la interpretación de datos a nivel de país
El uso del término turista en vez de visitante ha motivado varias controversias en el ámbito académico y político. Pues tanto la propia Organización Mundial del Turismo como los representantes de varios Estados miembros tenderían a utilizar el término turistas cuando se interpretan datos de llegadas. La afirmación anterior se fundamentaría en tres errores comunes que tienden a repetirse en distintos países:
- Considerar que todas las personas que viajan e ingresan a un país son turistas es un error, pues en las llegadas internacionales también contabiliza los viajes de personas que ingresan por motivos no turísticos como viajes rutinarios de trabajadores de frontera y, especialmente, viajes por razones de estudios, trabajo, migración y refugiados. En este mimo punto se encuentran los propios nacionales que residen en el extranjero los que pueden o no ingresar por motivos de turismo. Por lo tanto, no todas las llegadas a un país son turísticas.[14][13]

- También constituye un error considerar como turistas los viajes o ingresos a un país por períodos menores a una pernoctación, es decir, las llamados viajes del día o excursiones y las excursiones en tránsito, que si bien su motivación de ingreso puede ser por motivos de recreación o turismo, al no pernoctar, en estricto rigor se trataría de viajes del día. Lo correcto en estos casos es referirse a visitas (que englobaría viajes turísticos y viajes del día), y las personas que realizan estos viajes se les denomina visitantes.[12]

- Al interpretar las llegadas internacionales como personas se aumentarían erróneamente las cifras, pues las llegadas no representan personas sino que totalizan el número de viajes realizados (dado que una persona puede ingresar a un país varias veces en un período del año, por lo tanto se trata de varios viajes y no varias personas). En este caso se encuentran los ingresos de pasajeros de cruceros que descienden en varios puertos y se les contabiliza varias veces sus llegadas. No se debe interpretar a las llegadas (viajes) como personas.[15][14][13]

Efectos
La interpretación errónea o imprecisa del término llegadas (viajes) como personas (turistas, visitantes) provocaría:
- Aumento significativo de las cifras reales[12][13]

- Diferencias entre cifras publicadas y cifras difundidas[13]

- Confusión en la opinión pública[13]

- Cautela o pérdida de confianza en las fuentes a la hora de invertir[15][13]